# Coupe de la Ligue de hockey sur glace
Pour les articles homonymes, voir Coupe de la Ligue.
La Coupe de la Ligue de hockey sur glace est une compétition qui oppose les clubs français élites (Ligue Magnus) en élimination directe par matchs aller-retour après avoir participé à une phase de poules.
La compétition n'est plus organisée à compter de la saison 2016-2017 en raison de la modification du format de la Ligue Magnus dont la saison régulière passe de 26 à 44 matches.

## Palmarès
| Édition | Lieu    | Vainqueur                     | Finaliste                     | Score   |
| ------- | ------- | ----------------------------- | ----------------------------- | ------- |
| 2007    | Méribel | Brûleurs de loups de Grenoble | Dragons de Rouen              | 2-1     |
| 2008    | Méribel | Dragons de Rouen              | Diables rouges de Briançon    | 4-3 pr. |
| 2009    | Méribel | Brûleurs de loups de Grenoble | Diables rouges de Briançon    | 4-3 pr. |
| 2010    | Méribel | Dragons de Rouen              | Brûleurs de loups de Grenoble | 6-4     |
| 2011    | Méribel | Brûleurs de loups de Grenoble | Diables rouges de Briançon    | 4-3 pr. |
| 2012    | Méribel | Diables rouges de Briançon    | Pingouins de Morzine-Avoriaz  | 4-1     |
| 2013    | Méribel | Dragons de Rouen              | Ducs d'Angers                 | 4-3 pr. |
| 2014    | Méribel | Dragons de Rouen              | Chamois de Chamonix           | 6-4     |
| 2015    | Méribel | Brûleurs de loups de Grenoble | Dragons de Rouen              | 3-2     |
| 2016    | Méribel | Rapaces de Gap                | Dragons de Rouen              | 4-2     |

## Bilan des clubs

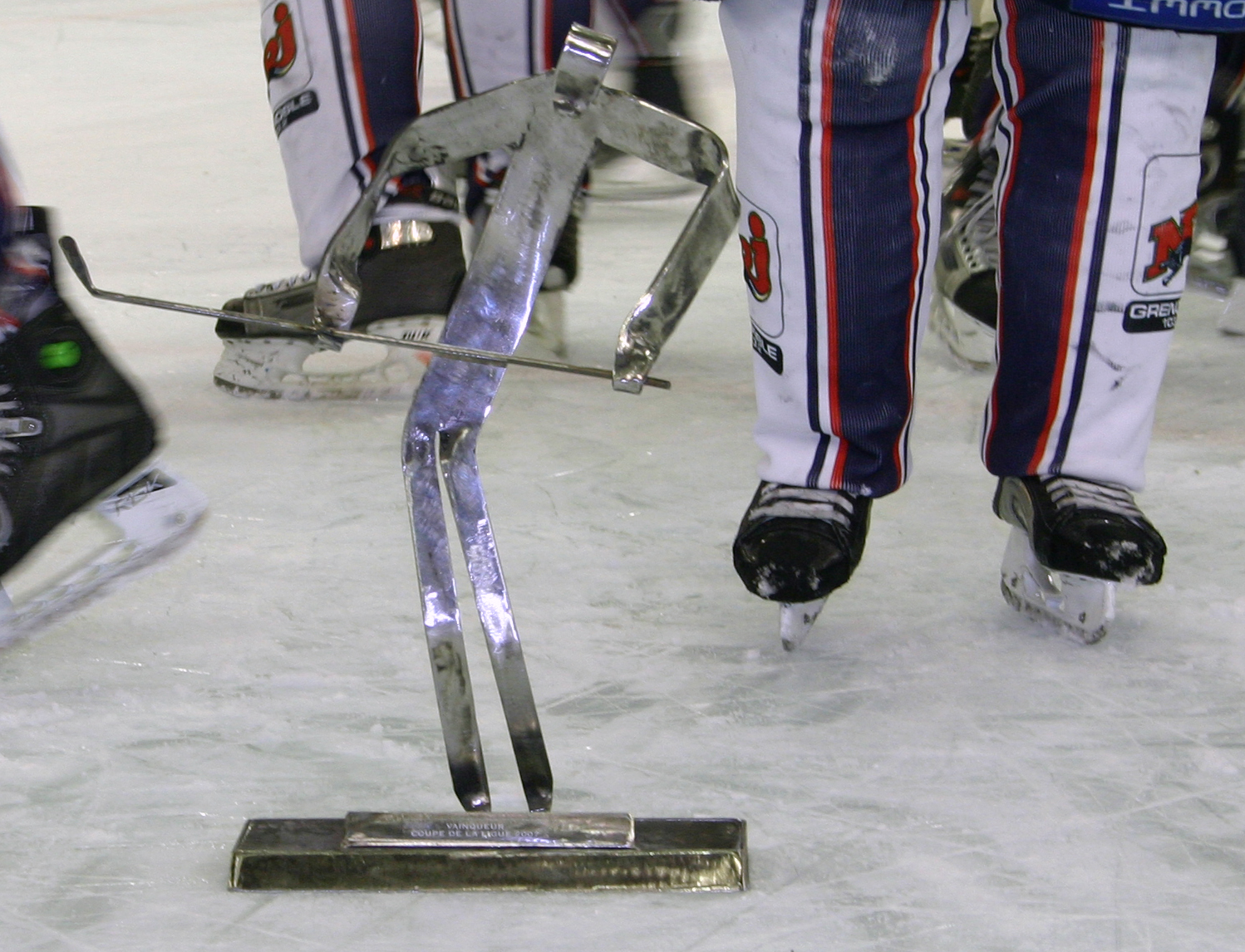
Trophée de la Coupe de la Ligue lors de la finale de 2007 remportée par Grenoble.

| Clubs                         | Titres | Finalistes |
| ----------------------------- | ------ | ---------- |
| Dragons de Rouen              | 4      | 3          |
| Brûleurs de loups de Grenoble | 4      | 1          |
| Diables rouges de Briançon    | 1      | 3          |
| Rapaces de Gap                | 1      | 0          |
| Chamois de Chamonix           | 0      | 1          |
| Ducs d'Angers                 | 0      | 1          |
| Pingouins de Morzine-Avoriaz  | 0      | 1          |